# Скурч (гміна)
Гміна Скурч (пол. Gmina Skórcz) — сільська гміна у північній Польщі. Належить до Староґардського повіту Поморського воєводства.
Станом на 31 грудня 2011 у гміні проживало 4671 особа.

## Територія
Згідно з даними за 2007 рік площа гміни становила 96.63 км², у тому числі:
- орні землі: 76.00%
- ліси: 16.00%

Таким чином, площа гміни становить 7.18% площі повіту.

## Населення
Станом на 31 грудня 2011:
| Опис     | Загалом | Загалом | Чоловіки | Чоловіки | Жінки | Жінки |
| -------- | ------- | ------- | -------- | -------- | ----- | ----- |
| одиниця  | осіб    | %       | осіб     | %        | осіб  | %     |
| все      | 4671    | 100     | 2404     | 51.47    | 2267  | 48.53 |
| міське   | 0       | 100     | 0        |          | 0     |       |
| сільське | 4671    | 100     | 2404     | 51.47    | 2267  | 48.53 |

## Сусідні гміни
Гміна Скурч межує з такими гмінами: Бобово, Любіхово, Можещин, Осек, Скурч, Сментово-Ґранічне.